# Dobronhegy
Dobronhegy ist eine ungarische Gemeinde im Kreis Zalaegerszeg im Komitat Zala.

## Geografische Lage
Dobronhegy liegt acht Kilometer südwestlich der Kreisstadt Zalaegerszeg. Nachbargemeinden im Umkreis von fünf Kilometern sind Babosdöbréte, Csonkahegyhát, Milejszeg, Böde, Hottó, Pálfiszeg und Teskánd. Die hügelige Umgebung des Ortes ist geprägt durch Weinberge und Mischwald mit Hainbuchen, Stieleichen, Traubeneichen und Erlen. Die höchste Erhebung ist der südwestlich gelegene Berg Kandikó mit 304 Metern Höhe.

## Sehenswürdigkeiten
- Drehbrunnen mit Holzbaldachin
- Hölzerner Glockenturm mit Altarbild
- Römisch-katholische Kirche Szent Miklós
- Szent-Miklós-Statue

## Verkehr
Durch Dobronhegy verläuft die Landstraße Nr. 7405. Es bestehen Busverbindungen über Teskánd nach Zalaegerszeg, über Milejszeg und Csonkahegyhát nach Pálfiszeg sowie nach Böde und Bescvölgye. Der nächstgelegene Bahnhof befindet sich in Zalaegerszeg.